# Трејси Ганс
Трејси Ганс (енгл. Tracii Guns рођен Трејси Ричард Ирвинг Улрих енгл. Tracy Richard Irving Ulrich 20. јануар 1966) је амерички гитариста најпознатији као оснивач глам метал бенда Л. А. Ганс, као и супергрупе Brides of Destruction и Contraband. Он је такође веома кратко учествовао у формирању прве поставе Ганс ен' роузиза, али је на крају напустио бенд и заменио га је гитариста Слеш.

## Лични живот
Трејси је рођен у јеврејској породици, али није одгајан у религијском духу. Они су били секуларна породица и веома либерални, дозвољавајући Трејсију да следи свој сан. Он је волео већину музичких жанрова као дете.